# Denis Šmigalj
Denis Šmigalj (ukr. Денис Шмигаль; Krivij Rih, Ukrajina; 15. listopada 1975.) ukrajinski je političar i bivši premijer Ukrajine. 

## Životopis
Godine 1997. diplomirao je na Lviv Polytechnic. Ima titulu doktora ekonomskih znanosti. Od diplomiranja 1997. do rujna 2005. radio je kao računovođa u raznim tvrtkama. Od rujna 2005. do lipnja 2006. bio je zamjenik generalnog direktora tvrtke "LA DIS". Od lipnja 2006. do kolovoza 2008. bio je direktor za investicijsku tvrtku "Comfort-Invest". Od rujna 2008. do rujna 2009. Šmigalj je bio direktor tvrtke "Rosan-Invest LLC". Od 1. kolovoza 2019. godine, pa do svog ministarskog imenovanja, bio je guverner Ivano-Frankivske oblasti. Dana 4. veljače 2020. imenovan je ministrom regionalnog razvoja. Šmigalj je zamijenio Oleksija Hončaruka na mjestu premijera Ukrajine u ožujku 2020.

## Vanjske poveznice
- Članak na službenoj stranici ukrajinskog predsjednika, president.gov.ua (engl.)